# Thần phong

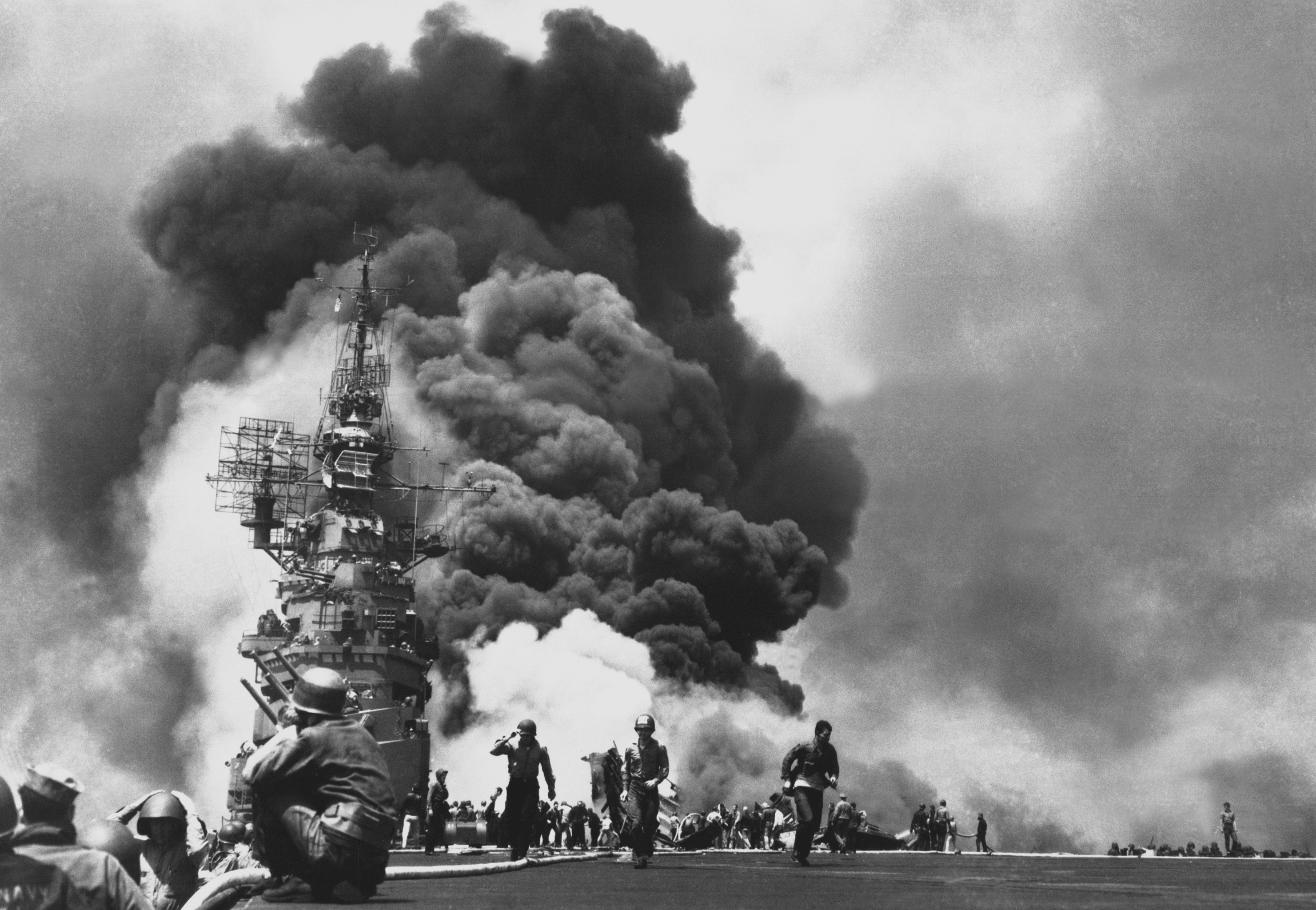
Bunker Hill bị tấn công bằng kamikaze do Thiếu úy Kiyoshi Ogawa điều khiển (ảnh bên dưới) và Trung úy Seizō Yasunori thực hiện vào ngày 11 tháng 5 năm 1945. Trong số 2.600 thủy thủ đoàn trên Bunker Hill, 389 người đã thiệt mạng hoặc mất tích và 264 người bị thương.

Thần phong, gió thần hay kamikaze (tiếng Nhật: 神風; kami = thần, kaze = phong) là một từ tiếng Nhật, được những tiếng khác vay mượn để chỉ các cuộc tấn công cảm tử bởi các phi công của Đội Công kích đặc biệt Thần phong (神風特別攻撃隊) chống lại tàu chiến của các nước Đồng Minh trong giai đoạn cận kết của Chiến tranh Thái Bình Dương thuộc Chiến tranh thế giới thứ hai.
Phi công Kamikaze sẽ lái máy bay của mình, thường là chở đầy thuốc nổ, bom, thủy lôi để đâm thẳng vào tàu địch. Máy bay có vai trò giống như hỏa tiễn có người lái. Đó là một nỗ lực cảm tử nhằm tăng tối đa độ chính xác và tổn thất cho địch quân so với việc ném bom đạn thông thường. Mục tiêu của các phi công này là đánh phá càng nhiều càng tốt tàu bè của phe Đồng Minh.
Các cuộc tấn công này bắt đầu từ tháng 10 năm 1944, sau những trận thua nặng nề của Nhật Bản. Việc tiềm lực chiến tranh giảm sút, cùng với việc mất đi rất nhiều phi công giỏi giàu kinh nghiệm, sản xuất công nghiệp suy yếu so với Hoa Kỳ, cũng như việc chính phủ Nhật Bản không muốn đầu hàng, dẫn đến chiến thuật sử dụng kamikaze khi lực lượng Đồng Minh sắp tiến đánh Quần đảo Nhật Bản.
Các cuộc tấn công cảm tử Kamikaze là các cuộc tấn công nổi tiếng nhất và được biết đến nhiều nhất, giống như các cuộc "xung phong banzai" bởi bộ binh Nhật. Ngoài ra, người Nhật còn có các đội tấn công cảm tử sử dụng vũ khí khác như tàu ngầm Kairyu, thủy lôi cảm tử Kaiten, xuồng cao tốc Shinyo.

## Nguồn gốc tên gọi

Chiến tranh thế giới thứ hai, mặt trận Thái Bình Dương

### Hoàn cảnh

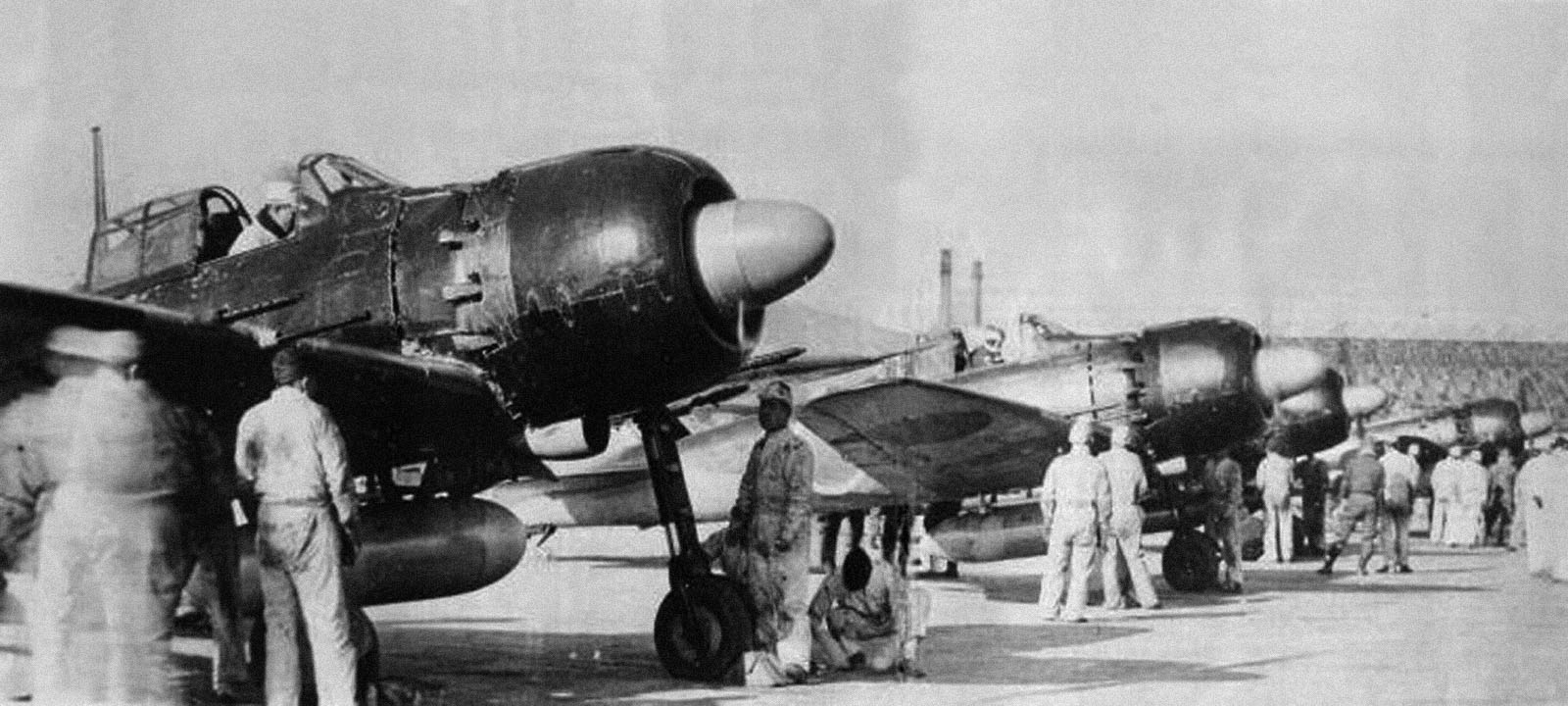
Những chiếc máy bay Zero

### Trận Vịnh Leyte

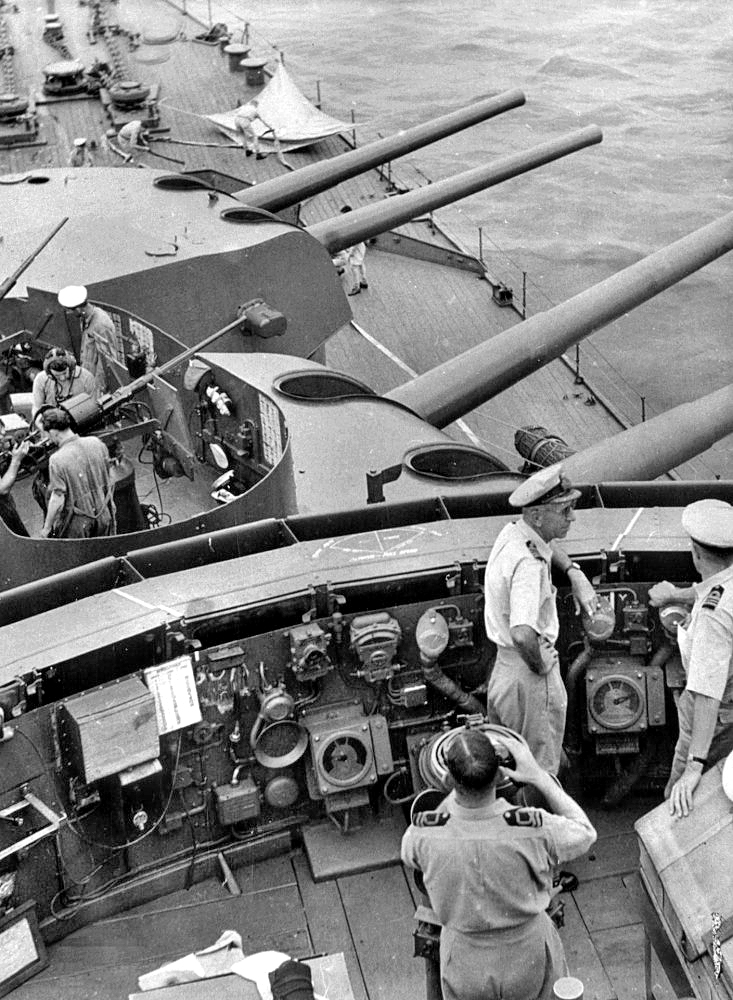
Tàu tuần dương hạng nặng Australia, tháng 9 năm 1944.

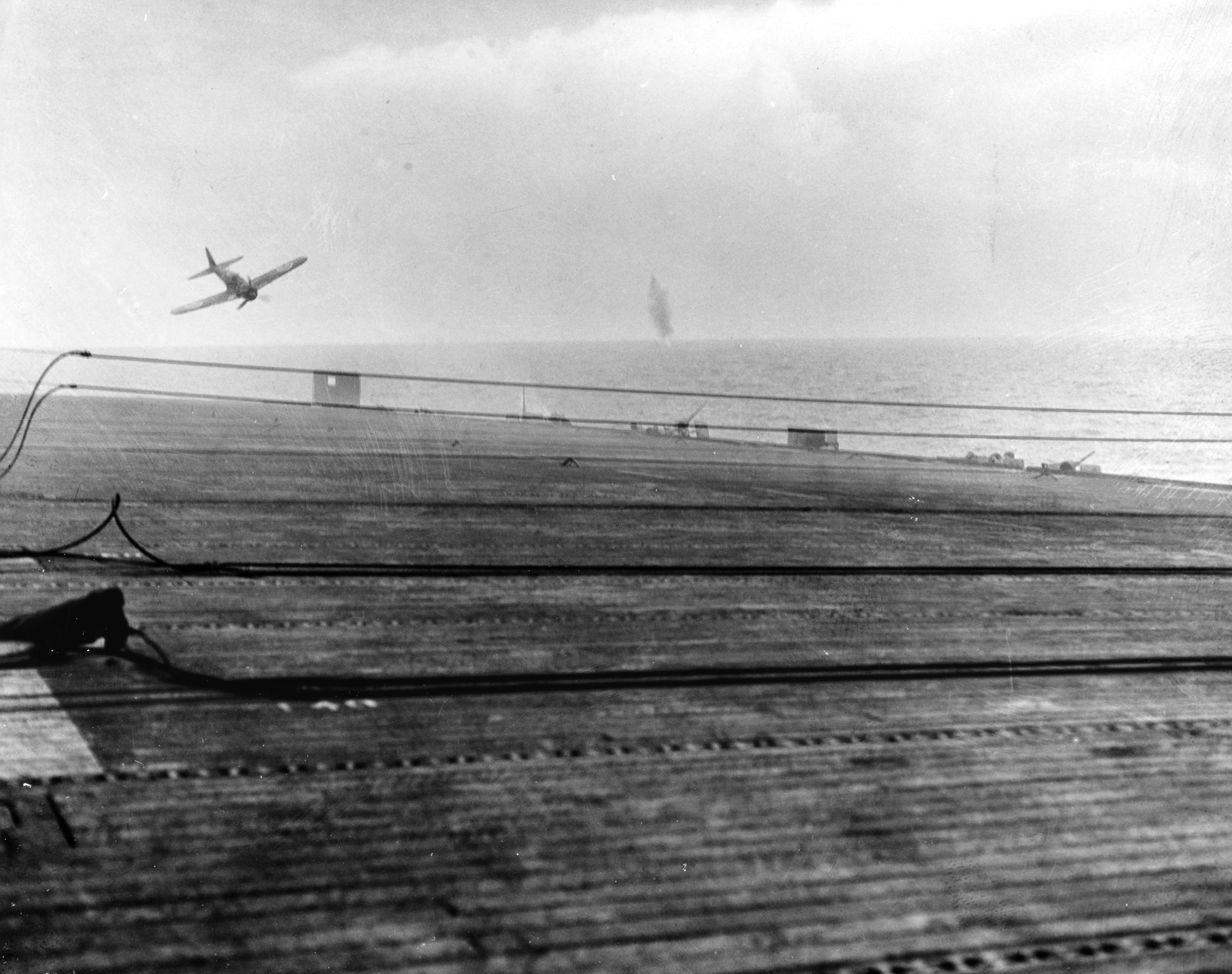
Một chiếc Mitsubishi Zero (A6M5 Model 52) lao thẳng vào tàu sân bay hộ tống White Plains ngày 25 tháng 10 năm 1944. Chiếc máy bay này nổ tung trên không, văng mảnh vỡ trên khắp sàn tàu.

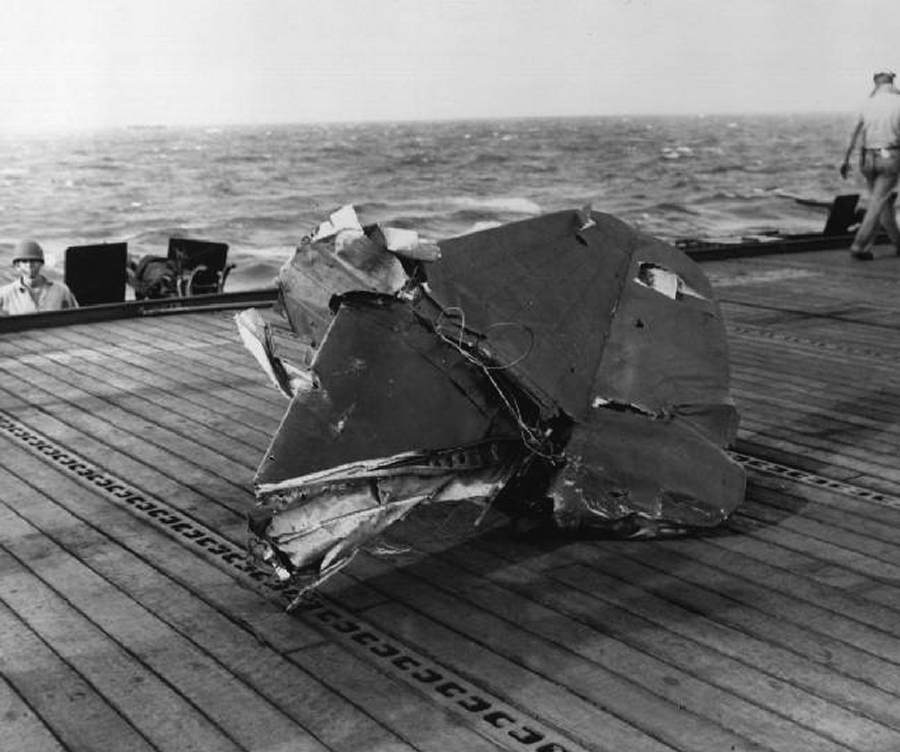
Xác một chiếc Yokosuka D4Y "Judy" trên tàu sân bay hộ tống Kitkun Bay. Chiếc Judy này định đánh vào góc chết phía sau tàu, nhưng bị trúng đạn phòng không và nổ tung trên không.

### Giai đoạn ác liệt

Một máy bay kamikaze đâm trúng phía giữa sàn đáp chiếc USS Essex

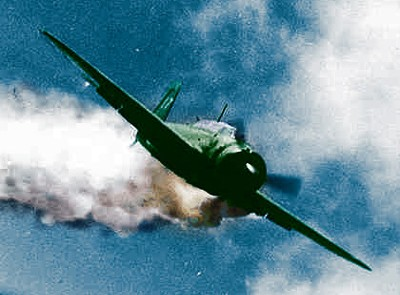
Chiếc Yokosuka D4Y (Kiểu 33) do Trung úy Yamaguchi điều khiển đang bổ nhào xuống tàu sân bay USS Essex; ngày 25/11/1944. Bình xăng không tự hàn kín bên trái đang tuôn ra hơi xăng và khói.

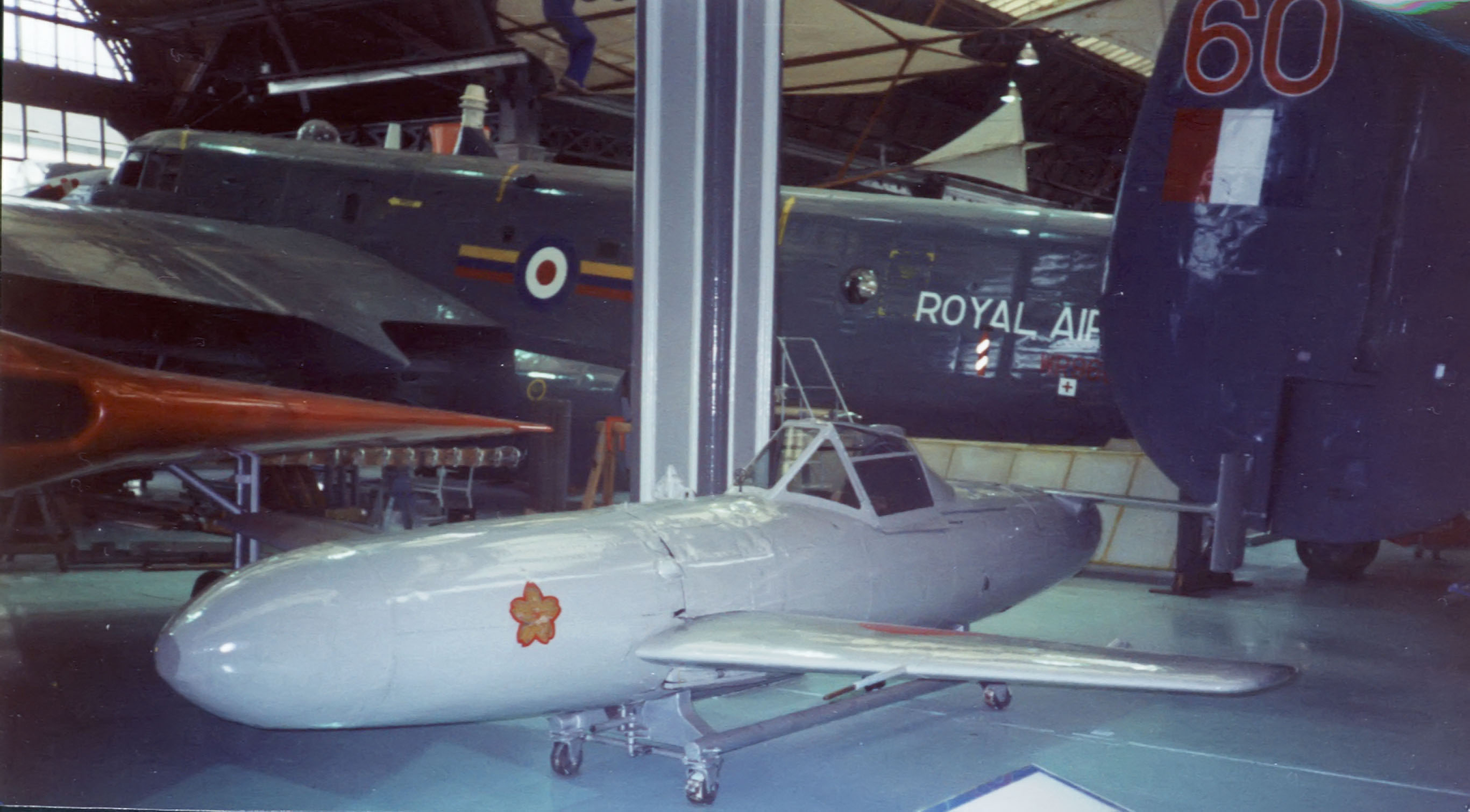
Yokosuka MXY7 Ohka tại Viện Bảo tàng Khoa học và Công nghệ tại Manchester.

### Đồng Minh phòng vệ

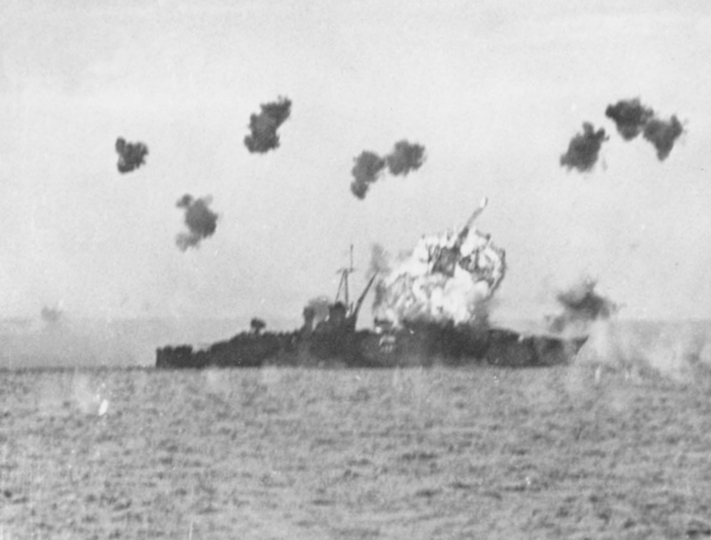
Khói đạn phòng không từ tàu Louisville tuyệt vọng bắn lên trước khi bị kamikaze đánh trúng trong Trận Vịnh Lingayen, tháng 1 năm 1945.

## Những phi công Thần phong

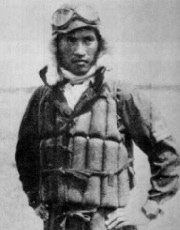
Chân dung một phi công Kamikaze trẻ tuổi: Trung úy Yukio Seki

### Thời khắc ra đi mãi mãi

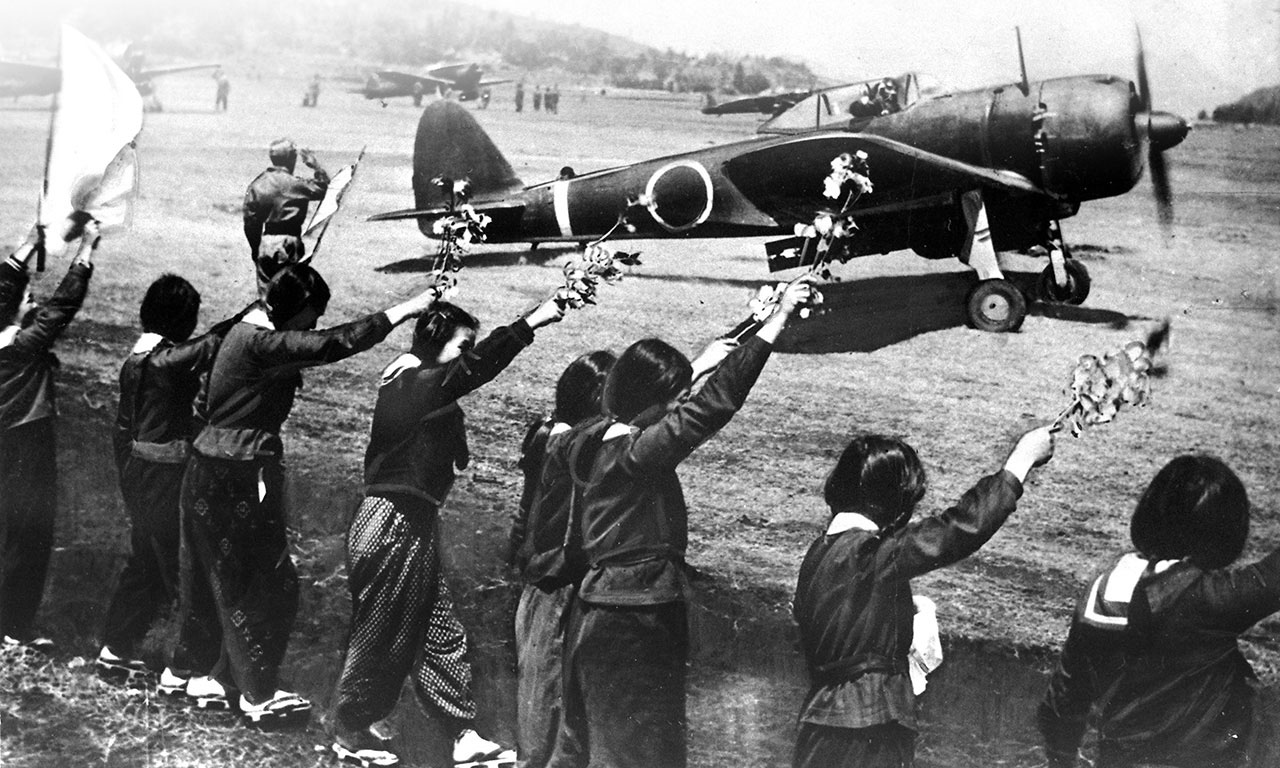
Nữ sinh trường trung học Chiran vẫy cành hoa anh đào (biểu tượng cho tinh thần "Xem cái chết nhẹ tựa lông hồng, coi nghĩa vụ nặng tựa Thái sơn" của một võ sĩ đạo) để vĩnh biệt một phi công Thần phong, trung úy Toshio Anazawa, xuất kích trên chiếc Nakajima Ki-43 Hayabusa, ngày 12/4/1945

## Số tàu bị Kamikaze tiêu diệt

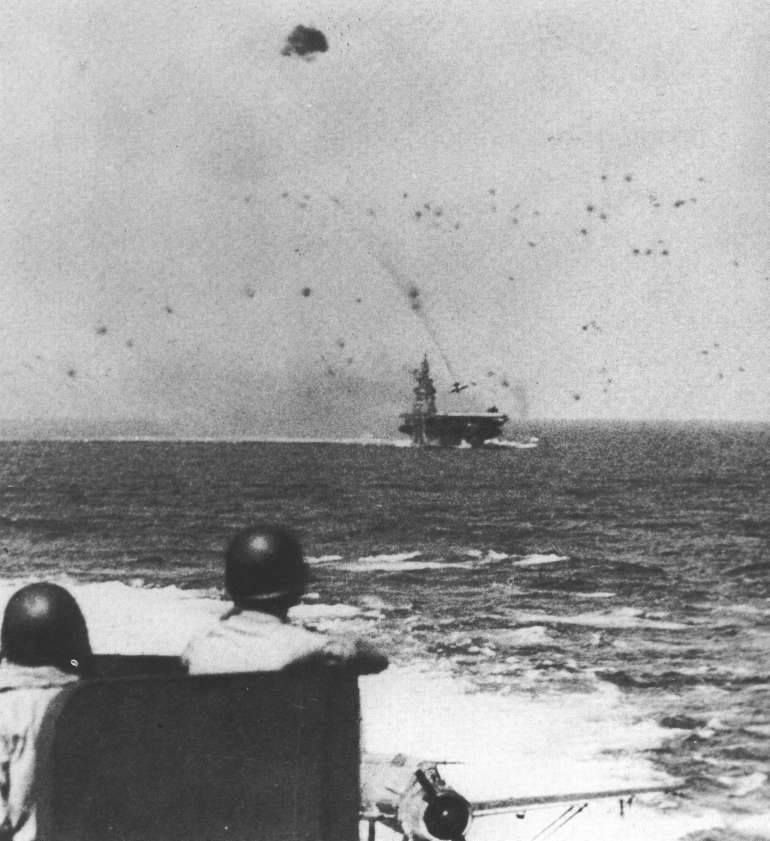
Một xạ thủ súng phòng không trên tàu New Jersey nhìn một máy bay kamikaze đâm vào tàu Intrepid 25 tháng 11 năm 1944

## Hình ảnh

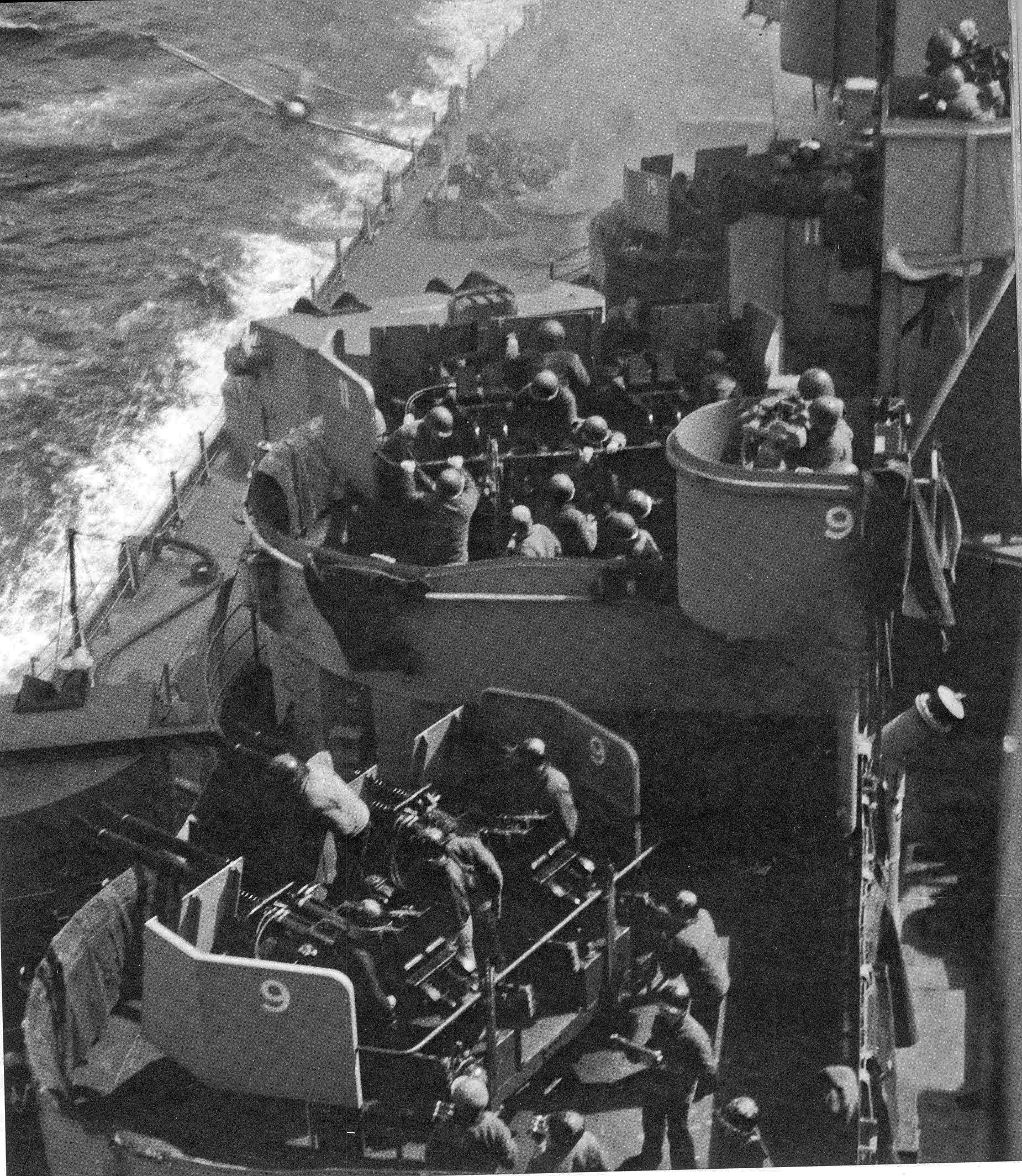
Một máy bay Mitsubishi Zero chuẩn bị đâm vào thiết giáp hạm Missouri ngày 11 tháng 4 năm 1945.
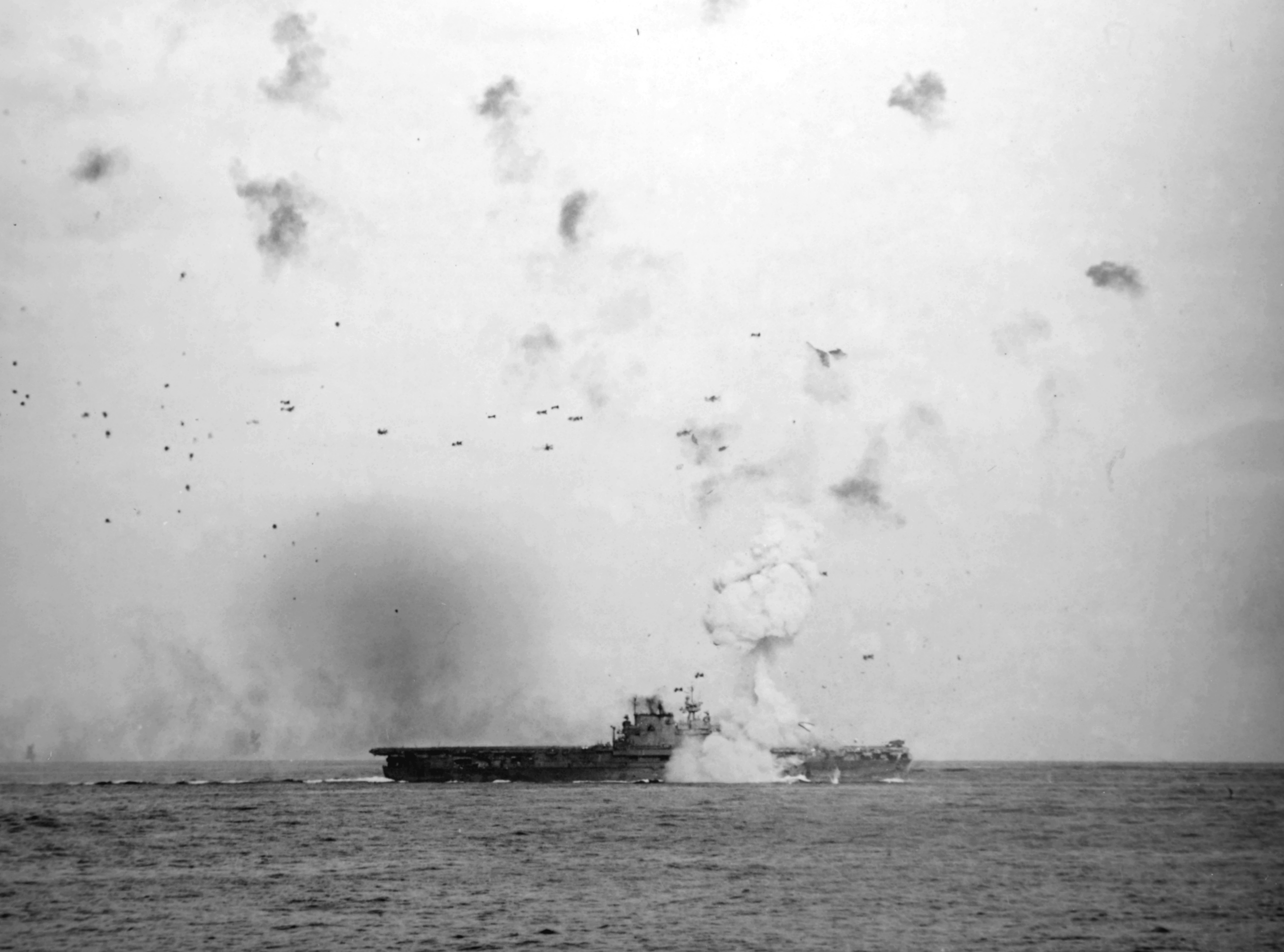
Tàu sân bay Enterprise sau khi bị Kamikaze đánh trúng ngày 14 tháng 5 năm 1945.
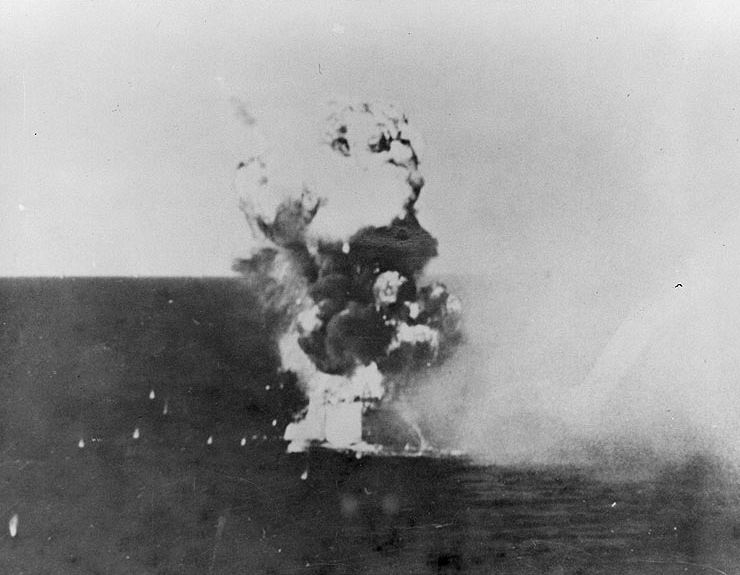
Tàu Columbia bị 1 chiếc Kamikaze tấn công vào ngày 6 tháng 1 năm 1945.
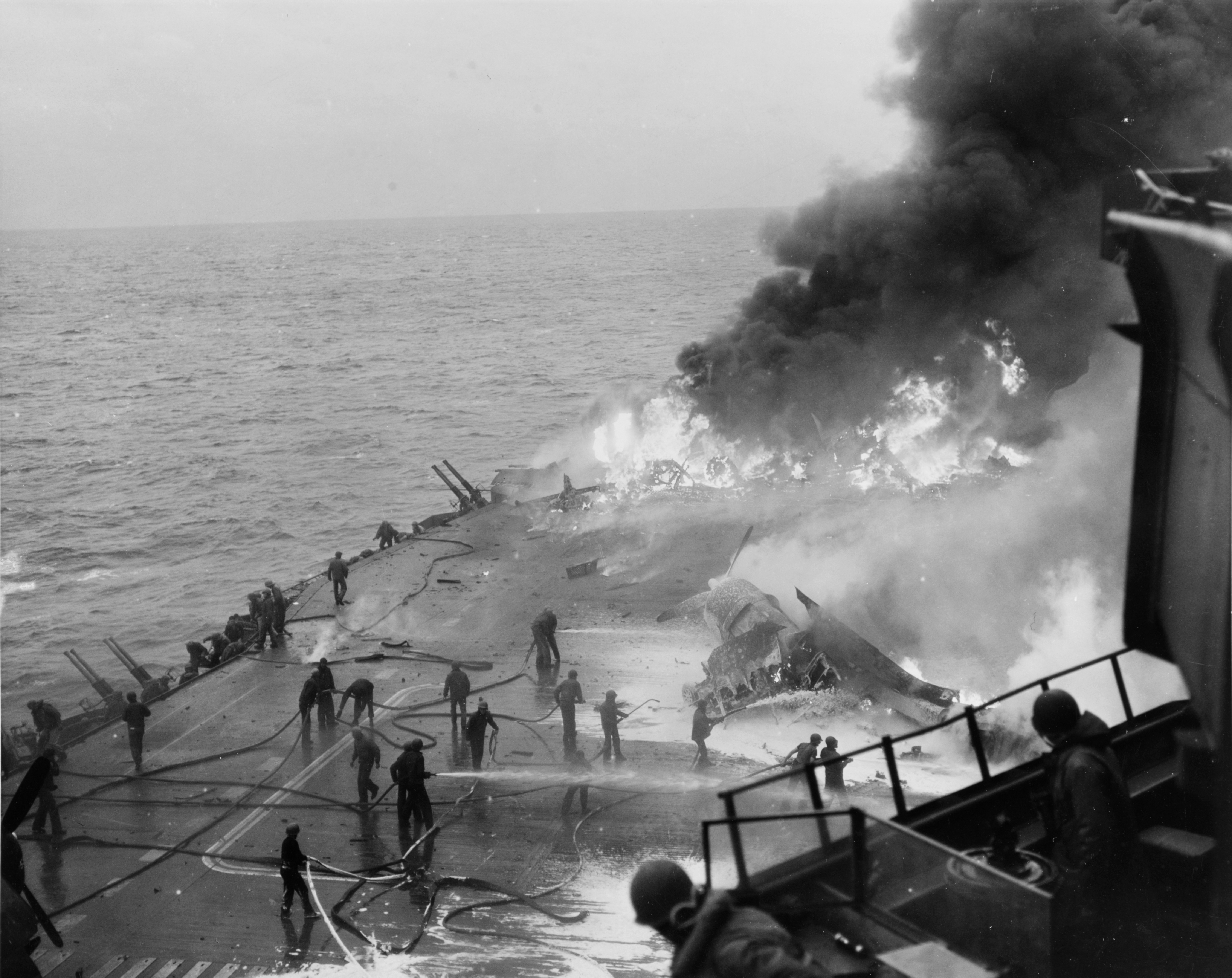
Đám cháy trên tàu sân bay Saratoga sau khi bị năm máy bay Kamikaze tấn công, ngày 21 tháng 2 năm 1945.
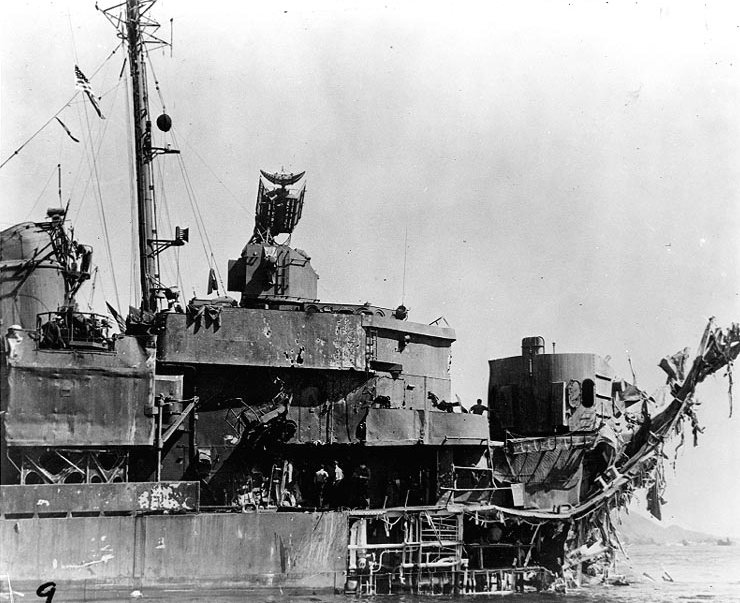
Hư hại thân tàu phía trước và cấu trúc thượng tầng chiếc USS Lindsey (DM-32)sau khi bị hai máy bay Kamikaze đánh trúng ngoài khơi Okinawa ngày 12 tháng 4 năm 1945.
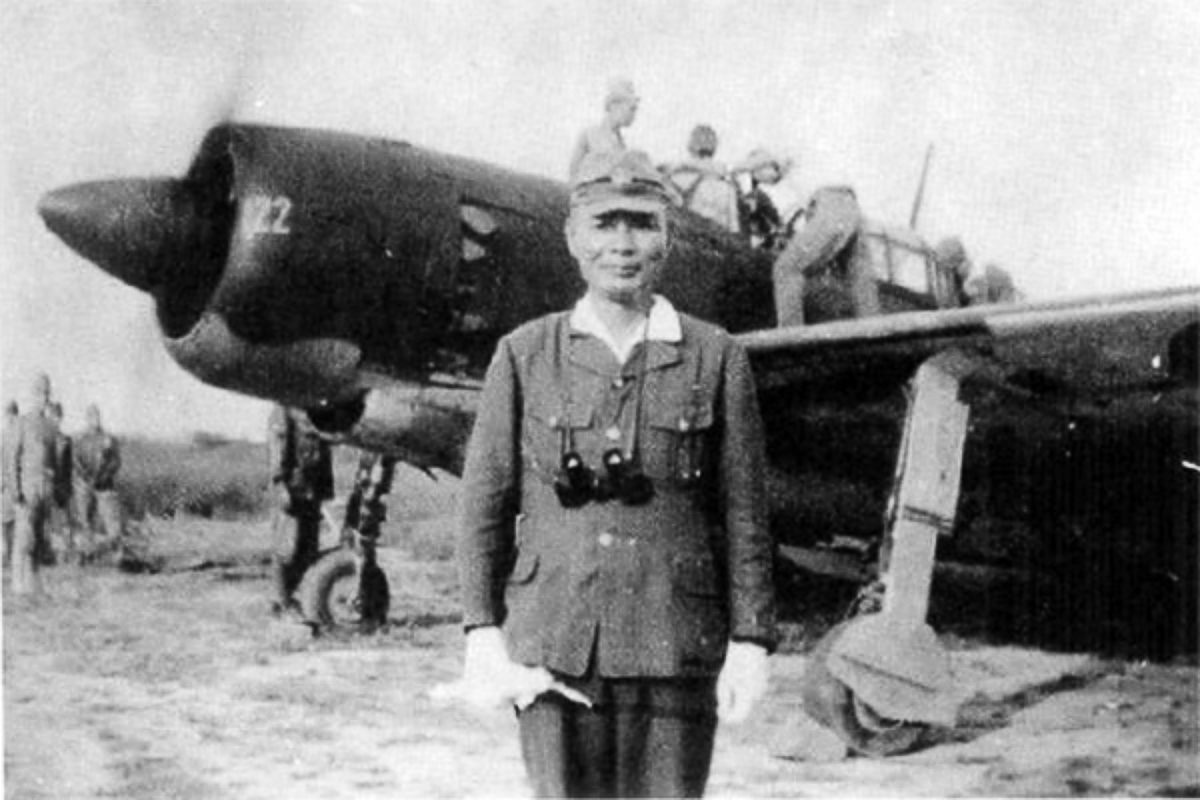
Đô đốc Matome Ugaki trước chiếc Yokosuka D4Y3 của ông trước đợt tấn công Kamikaze cuối cùng ngoài khơi Okinawa ngày 15 tháng 8 năm 1945.
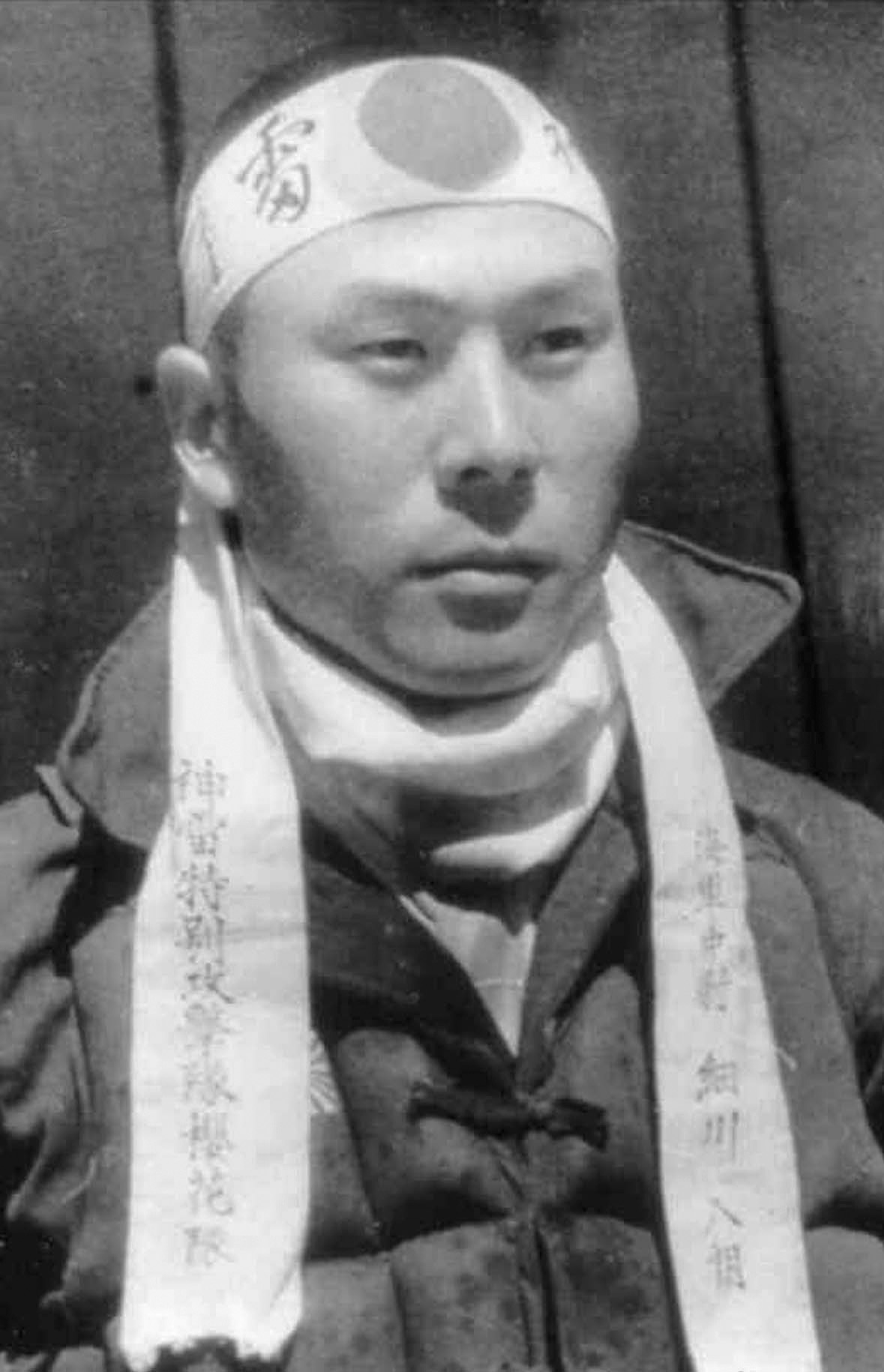
Một phi công đặc công tokkōtai với chiếc băng cuốn hachimaki trên đầu.
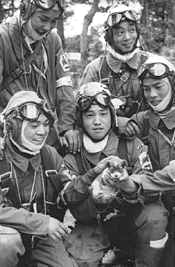
Những phi công Kamikaze mới 17 tuổi chuẩn bị hi sinh để bảo vệ Okinawa.